# زردآلوی سیبری
زردآلوی سیبری (نام علمی: Prunus sibirica) نام یک گونه از سرده پرونوس است.